# Litoria lodesdema
Litoria lodesdema es una especie de anfibio anuro de la familia Pelodryadidae.

## Distribución geográfica
Esta especie es endémica de Papúa Nueva Guinea. Habita de Popondetta a Madang.

## Descripción
Los machos miden de 19.3 a 23.8 mm.  Sus pieles son amarillo verdoso y pueden tener una franja de bronce.

## Publicación original
- Menzies, Richards & Tyler, 2008 : Systematics of the Australo-Papuan tree frogs known as Litoria bicolor (Anura : Hylidae) in the Papuan region. Australian Journal of Zoology, vol. 56, n.º 4, p. 257–280.[3]